# Sands of Sorrow
Sands of Sorrow ist ein 1950 gedrehter Dokumentarfilm von 28 Minuten Länge über die Situation arabischer Flüchtlinge nach dem Palästinakrieg. Er ist Teil des 2009 eingetragenen UNESCO-Weltdokumentenerbes UNRWA – Foto- und Filmarchive der palästinensischen Flüchtlinge. Dieser Film wird unter den Archivalien von UNRWA besonders hervorgehoben, weil er das erste Filmmaterial überhaupt über die Situation in den Flüchtlingslagern enthält. Im Ton leicht didaktisch, richtete sich Sands of Sorrow primär an christliche Einrichtungen und Hilfsorganisationen.

## Entstehung des Films
Der Film wurde produziert vom Council for Relief of Palestinian Arab Refugees, einer Dachorganisation mehrerer amerikanischer christlicher Hilfswerke. Direktor der Aufnahmen war Theodore A. Morde, Kameramann war Don Senick, Sprecher John S. Martin. Gedreht wurde im Jahr 1950 hauptsächlich in Gaza, im Raum Jerusalem und im Raum Amman.
Der Filmemacher, Journalist und Abenteurer Theodore Morde war kein Unbekannter. 1940 war er von einer fünfmonatigen Expedition im honduranischen Dschungel mit verschiedenen Artefakten zurückgekehrt, die er angeblich in der „Stadt des Affengottes“ entdeckt hatte. Die Lokalisierung dieser archäologischen Stätte gab er bis zu seinem Selbstmord (1954) nicht preis, und sie blieb und bleibt unauffindbar. Später war Morde Repräsentant von Reader’s Digest in Kairo, was aber offenbar die Tarnung für seine geheimdienstliche Tätigkeit darstellte. Mit Rückendeckung von OSS- und Militärkreisen reiste er 1943 von Kairo nach Istanbul und traf den deutschen Botschafter Franz von Papen, um ihn als Zentralfigur für den Widerstand gegen Hitler zu werben. Nach dem Krieg war Morde als Berater der ägyptischen Regierung und des ägyptischen Botschafters in Washington tätig. (Die wohlwollende Darstellung der ägyptischen Politik gegenüber den Palästinensern ist in Sands of Sorrow evident.)
Der Kameramann Don Senick hatte als Kriegsberichterstatter für Fox Movietone News gearbeitet. Er begleitete 1943 die Landung eines US-Marinekorps in Tarawa und wurde dabei verwundet.

## Ästhetik
Der Film verfolgt ein im Jahr 1950 relativ neues Anliegen, er wirbt für weltweites humanitäres Engagement und setzt dabei auch auf ästhetische Mittel. Es ist, so Lyndsey Stonebridge, „ein Film, der es wirklich versteht, Kummer erfahrbar zu machen – da ist kein Mangel an visuellen Signalen für Empathie. Es ist ein schöner Film … Zelte im Sand, wie von Paul Klee, monochrome Menschenreihen, die um Essen anstehen, eine Montage von Interieurs und Gesichtern, Ruinen und Heiligtümern: modernistische Techniken und ethnographisches Detail werden von … Theodore A. Morde meisterhaft kombiniert.“

## Inhalt
Der Film informiert nicht über die Gründe, warum sich Menschen unter so elenden Bedingungen in Flüchtlingslagern aufhalten. Sie sind dort wie durch ein böses Verhängnis. „Es gibt keine Täter, Ursachen, Politik oder Geschichte für diesen Film, nur Konsequenzen, Menschen und Leiden.“ Das Wort Israel kommt überhaupt nicht vor; wörtlich heißt es: „Die Tragödie des Krieges kam herab auf dieses Land und machte sie zu Wanderern.“

### Rahmung
Der Dokumentarfilm wird umrahmt durch eine Ansprache, mit der sich die Journalistin und Menschenrechtsaktivistin Dorothy Thompson an das Publikum wendet. Sie weist eingangs darauf hin, dass Filmaufnahmen nur einen Teil der Realität abbilden könnten. Am Ende des Films hebt sie hervor, dass die international tätigen, vor allem christlichen Hilfsorganisationen bereits viel für die Palästinaflüchtlinge leisteten, aber auch andere Tätigkeitsfelder hätten. Jeder, der von der Situation der Flüchtlinge, besonders der Kinder, Kenntnis erhalte, sei verpflichtet, die biblische Frage „Soll ich meines Bruders Hüter sein?“ mit „Ja!“ zu beantworten.
Thompson betont in Sands of Sorrow, dass sie gerade von einer Nahostreise zurückgekehrt sei, also unter dem Eindruck des Erlebten zum Publikum spreche. Das ist insofern nicht korrekt, als ihre Ansprache aus praktischen Gründen bereits vor ihrer Reise aufgezeichnet wurde. Unterstützt vom State Department, näherte sich Thompson zu diesem Zeitpunkt der arabischen Seite im Nahostkonflikt an und gründete American Friends of the Middle East, eine antizionistische Organisation.
Während Thompson  gerne bereit war, ihren Namen und ihre Bekanntheit zugunsten des Films Sands of Sorrow einzusetzen, teilte sie die apolitische Konzentration auf Wohltätigkeit, die Botschaft des Films, überhaupt nicht und war an den politischen Implikationen des Flüchtlingsproblems interessiert. Dadurch verlor sie viele Sympathien, die sie sich im Zweiten Weltkrieg erworben hatte, und wurde auch des Antisemitismus beschuldigt.

### Dokumentarische Filmaufnahmen

#### Gaza
Die ersten Einstellungen des Films zeigen ein sehr improvisiertes Zeltlager in der Wüste. Nahaufnahmen erwecken den Eindruck, dass hier vor allem Frauen, kleine Kinder und Alte leben. Ein Lastwagen nähert sich. Güter werden entladen. Der Sprecher deutet die Szene: Ägyptisches Militär verteilt Hilfsgüter an Palästinaflüchtlinge, die im Gazastreifen (damals ägyptisch) unter sehr ungeeigneten Bedingungen in einem Lager leben. Die Kamera zeigt, wie die Menschen sich für die Austeilung anstellen. Der Film geht detailreich darauf ein, wie Hilfsgüter, z. B. von der UNESCO, Ägypten erreichen, wie sie entladen, transportiert und aufbereitet werden (Milchpulver). Die Menschen sind für ihr Überleben in der Wüste von diesen Lebensmittelzuteilungen abhängig, aber eine regelmäßige Versorgung mit Armeelastwagen findet nicht statt. In den ägyptischen Städten herrsche ein derartiges Wohnungsproblem, dass keine Alternative zu den Lagern im Gazastreifen bestehe. Ägypten sei damit überfordert, den Flüchtlingen mehr als diese prekäre Versorgung zu bieten.

#### Bethlehem und Jerusalem
Nahe Bethlehem sind zwei große Flüchtlingslager entstanden, die wie im Gazastreifen überfüllt und schlecht versorgt sind. Details und Nahaufnahmen gibt es hier nicht. Der Film konzentriert sich auf eine private Initiative. Sie nimmt Straßenkinder auf, die durch den Palästinakrieg von ihren Familien getrennt wurden und deren Identifikation erst langsam voranschreitet. Möglicherweise sind die Eltern verstorben oder in einem Flüchtlingslager untergebracht. Hier finden die Kinder vergleichsweise freundliche Lebensbedingungen vor. Sie haben Schulunterricht im Freien, legen einen Schulgarten an, spielen Fußball. Diese Aufnahmen entstanden in dem „Arabischen Kinderhaus“ Dar Al-Tifl Al-Arabi, das am 25. April 1948 von Hind al-Husseini gegründet wurde, einer Philanthropin aus der bekannten Jerusalemer Oberschichtfamilie Husseini. Das Kinderhaus befindet sich im Ostjerusalemer Stadtteil Scheich Dscharrah. Nach dem Massaker von Deir Yasin nahm Husseini hier 55 überlebende Kinder auf, die hilflos in der Jerusalemer Altstadt umherirrten. Der Kontext des Massakers kommt in Sands of Sorrow aber nicht vor, womit der Film seiner Linie treu bleibt. Vielmehr heißt es, Husseini habe herumirrende Kinder „nach den Feindseligkeiten (hostilities)“ aufgenommen.
Die Kamera zeigt nun eine Gruppe von Flüchtlingsfrauen an Nähmaschinen, die Kinderkleidung herstellen. Einige Szenen aus der Jerusalemer Altstadt zeigen Werkstätten eines Schusters, eines Kesselflickers und eines Tischlers, wo offenbar jeweils einige jugendliche Flüchtlinge Arbeit gefunden haben und wo quasi im Akkord für den Alltagsbedarf in den Flüchtlingslagern nahe Bethlehem produziert wird: Schuhe, Blechtassen und Möbel.

#### Umgebung von Amman
Der Sprecher erwähnt, dass nicht alle Geflüchteten in einem der überfüllten Lager leben. Die Kamera begleitet eine Fahrt von Jerusalem Richtung Jericho und Jordan – eine biblische Landschaft, wie der Film im Blick auf sein Zielpublikum hervorhebt. In Olivenhainen oder am Jordanufer hätten sich Gruppen von Familien notdürftig eine Unterkunft geschaffen. Ziel der Reise ist Amman, Hauptstadt des haschemitischen Königreichs und zugleich Koordinierungsstelle für die Flüchtlingshilfe im Raum östlich von Jerusalem. Die Kamera zeigt die Ruinen eines römischen Amphitheaters, in denen sich einige Familien Behausungen eingerichtet haben, die, wie der Sprecher erläutert, nicht aus der Nähe gefilmt werden möchten.
Nun werden die Lebensbedingungen in einem jordanischen Flüchtlingslager gezeigt. Der Schulunterricht ist angesichts der großen Zahl von Kindern sehr elementar; hier entsteht für das Filmpublikum ein Kontrast zu den Angeboten, die für die Straßenkinder im Raum Jerusalem geschaffen wurden. Der Film konzentriert sich bei diesem Flüchtlingslager auf die Gesundheitsversorgung und beschreibt sie als völlig unzureichend. Zwar gibt es Impfaktionen, aber medizinische Hilfe steht nur Schwerkranken zur Verfügung. Ein Arzt und drei Krankenschwestern – selbst Flüchtlinge – sind im Einsatz, um 20.000 Menschen zu helfen. Der Film zeigt einige abgemagerte Männer in Krankenbetten; der Sprecher erläutert, dass sie aufgrund ihrer Mangelernährung nur wenig Aussicht auf Genesung hätten. Zwei Kinder mit aufgedunsenen Bäuchen werden gezeigt, und der Betrachter wird informiert, dass diese beiden kurz nach den Dreharbeiten verstorben seien. Die hohe Kindersterblichkeit wird in den Mittelpunkt der Darstellung gerückt. Nur eines von fünf Kindern überlebe die ersten Monate. Wo man einem Kleinkind erfolgreich helfen konnte, kehre es zu seiner Familie zurück und sei nun ein weiterer kleiner Mensch, der im Rahmen der Hilfsprogramme für Palästinaflüchtlinge versorgt werden müsse. Von diesen Kindern, die in ihrem Leben nicht viel anderes als Krieg und Flucht gesehen hätten, hänge die Zukunft ab.

## Der Film im Internet
- Sands of Sorrow. United Nations, abgerufen am 20. Oktober 2019.